# Nuoto ai XVI Giochi del Mediterraneo - 200 metri misti maschili

## Record
Prima di questa competizione, il record del mondo (WR) e il record dei Giochi del Mediterraneo (GR) erano i seguenti:
|    | 1'54"23 | Michael Phelps Stati Uniti | 13 agosto 2008 Pechino, Cina   |
| GR | 2'01"00 | Oussama Mellouli Tunisia   | 24 giugno 2005 Almería, Spagna |

Durante l'evento sono stati migliorati i seguenti record:
| Data      | Evento | Atleta           | Nazione | Tempo   | Record |
| --------- | ------ | ---------------- | ------- | ------- | ------ |
| 27 giugno | Finale | Oussama Mellouli | Tunisia | 1'58"38 | GR     |

## Batterie
Sabato 27 giugno, ore 11:15 CEST.
Si sono svolte 2 batterie di qualificazione. I primi 8 atleti si sono qualificati direttamente per la finale.
| #  | Batteria | Corsia | Atleta                    | Nazionalità          | Tempo   | Note |
| -- | -------- | ------ | ------------------------- | -------------------- | ------- | ---- |
| 1  | 1        | 5      | Oussama Mellouli          | Tunisia              | 2'01"88 | Q    |
| 2  | 2        | 4      | Alessio Boggiatto         | Italia               | 2'02"53 | Q    |
| 3  | 1        | 4      | Romanos Iasonas Alyfantis | Grecia               | 2'02"59 | Q    |
| 4  | 1        | 3      | Luca Angelo Dioli         | Italia               | 2'03"18 | Q    |
| 5  | 1        | 2      | Niksa Roki                | Croazia              | 2'04"13 | Q    |
| 6  | 1        | 6      | Taki Mrabet               | Tunisia              | 2'04"58 | Q    |
| 7  | 2        | 3      | Brenton Cabello Forns     | Spagna               | 2'04"96 | Q    |
| 8  | 2        | 2      | Matteo Lioupis            | Grecia               | 2'05"13 | Q    |
| 9  | 2        | 5      | Fabien Horth              | Francia              | 2'05"27 |      |
| 10 | 2        | 6      | Sasa Impric               | Croazia              | 2'05"33 |      |
| 11 | 1        | 7      | Ensar Hajder              | Bosnia ed Erzegovina | 2'07"61 |      |
| 12 | 2        | 1      | Timur Dellaloglu          | Turchia              | 2'11"24 |      |
| 13 | 2        | 7      | Kevin Trannoy             | Francia              | 2'15"02 |      |
| 14 | 2        | 8      | Endi Babi                 | Albania              | 2'19"58 |      |
| 15 | 1        | 8      | Eros Qama                 | Albania              | 2'22"99 |      |
| 16 | 1        | 1      | Georges Fatoul            | Libano               | 2'24"19 |      |

## Finale
Sabato 27 giugno, ore 18:33 CEST.
| Pos.    | Atleta | Nazionalità               | Corsia  | Tempo   | Note |
| ------- | ------ | ------------------------- | ------- | ------- | ---- |
| Oro     | 4      | Oussama Mellouli          | Tunisia | 1'58"38 |      |
| Argento | 3      | Romanos Iasonas Alyfantis | Grecia  | 1'59"89 |      |
| Bronzo  | 5      | Alessio Boggiatto         | Italia  | 2'01"13 |      |
| 4       | 6      | Luca Angelo Dioli         | Italia  | 2'02"10 |      |
| 5       | 7      | Taki Mrabet               | Tunisia | 2'02"21 |      |
| 6       | 1      | Brenton Cabello Forns     | Spagna  | 2'05"18 |      |
| 7       | 2      | Niksa Roki                | Croazia | 2'05"54 |      |
| 8       | 8      | Matteo Lioupis            | Grecia  | 2'06"24 |      |